# ローラーシューズ

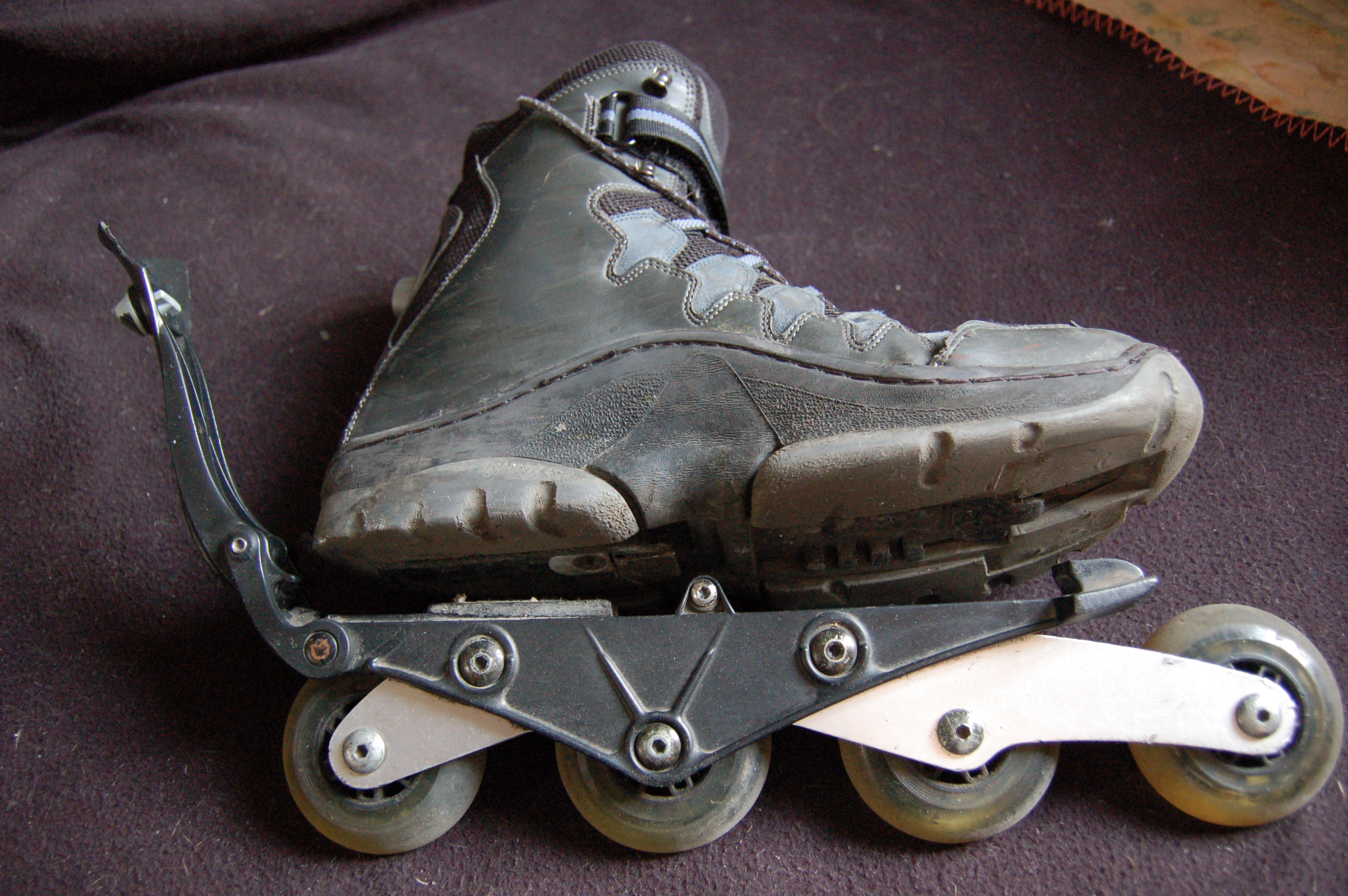
（参考）フレーム着脱式のインラインスケート

ローラーシューズ（Roller shoes）とは、通常の靴に近いローラースケートの総称。格納式のウィールを靴底に備えたもの、ウィールが簡単に付け外せるもの、かかとのみにウィールが埋め込まれているものなど、様々な形態がある。
日本では2000年代に流行し事故も発生しており、2010年に国民生活センターが注意を呼びかけている。